# Lucio Estertinio Avito
Lucio Estertinio Avito (en latín: Lucius Stertinius Avitus) fue un senador romano que vivió a finales del siglo I y principios del siglo II, y desarrolló su cursus honorum bajo los reinados de Vespasiano, Tito, y Domiciano.

## Biografía y carrera
De origen ecuestre e hijo de un senador llamado Marco Estertinio Rufo, Avito fue procurador de Norica durante el reinado de Vespasiano, y por dos diplomas militares, fechados el 15 de junio del año 92, se sabe que Avito fue cónsul sufecto en el año 92 junto con Tiberio Julio Celso Polemeano; los dos ejercieron este cargo desde el 1 de mayo hasta el 31 de agosto de ese mismo año.
De la obra de Marcial, de quien era amigo personal, y lo llamaba "sublimi pectore vates", se sabe que Avito era poeta.

## Familia
La identidad de su esposa nos es desconocida, pero si sabemos que Avito tuvo al menos dos hijos: Publio Estertinio Cuarto, cónsul sufecto en el año 112, y Lucio Estertinio Nórico, cónsul sufecto en el año 113.